# Marcos Antônio da Silva Mafra
Marcos Antônio da Silva Mafra (Florianópolis, 1793 — Lages, 28 de janeiro de 1860) foi um político brasileiro.
Filho de José da Silva Mafra e de Maria do Rosário Soares. Casado com Maria Rita da Conceição Ramos, e pai de Manuel da Silva Mafra, o conselheiro Mafra, e de José da Silva Mafra Sobrinho (nome em homenagem ao irmão José da Silva Mafra).
Foi deputado à Assembléia Legislativa Provincial de Santa Catarina na 2ª legislatura (1838 — 1839), na 3ª legislatura (1840 — 1841), como suplente convocado, 4ª legislatura (1842 — 1843), na 5ª legislatura (1844 — 1845), e na 6ª legislatura (1846 — 1847).
Foi comendador da Imperial Ordem da Rosa em 1845.